# Resident Evil 4 (gra komputerowa 2023)

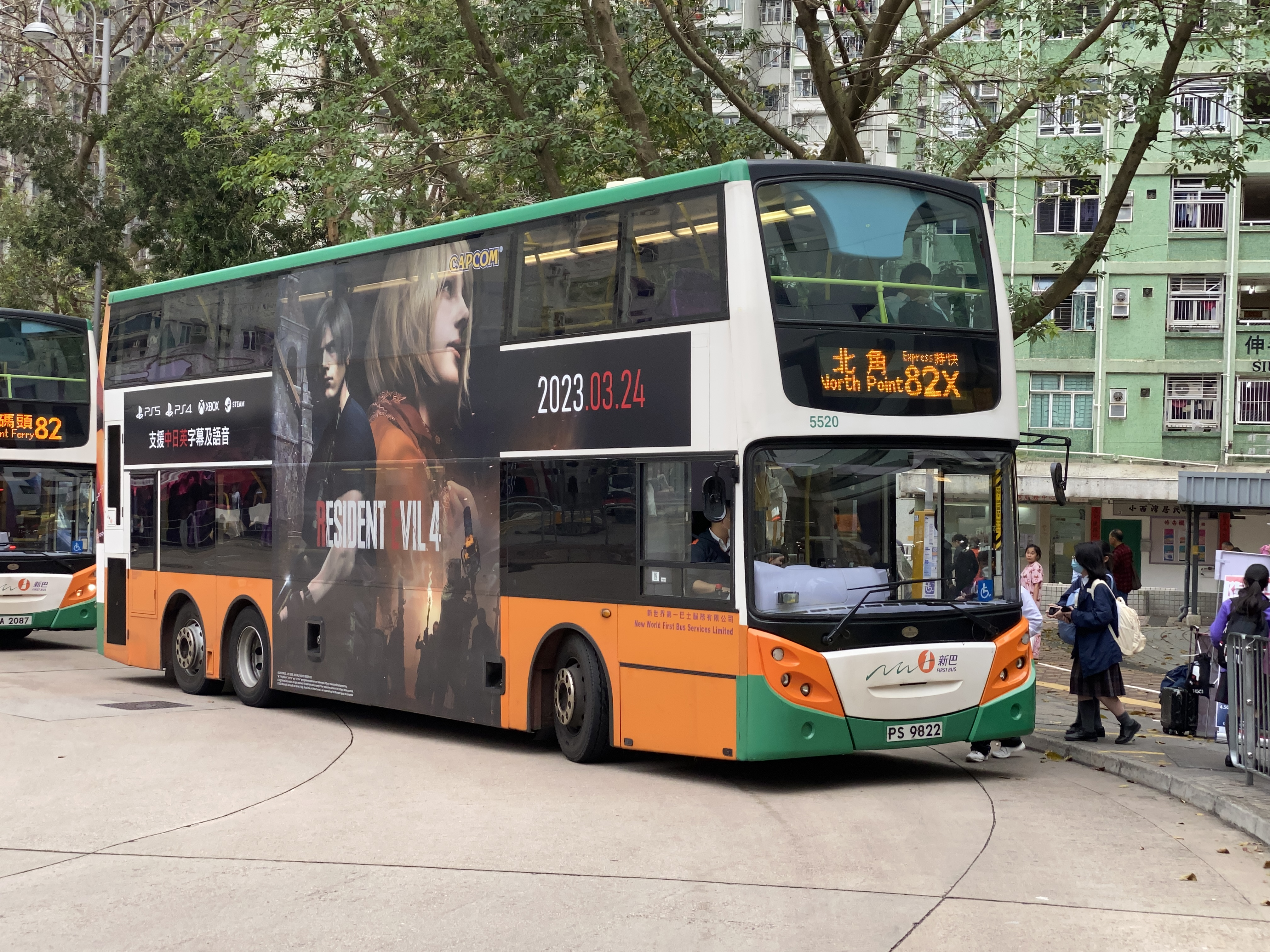
Reklama gry na autobusie (2023)

Resident Evil 4 – gra komputerowa z gatunku survival horror wyprodukowana i wydana przez Capcom. Jest to remake gry o tej samej nazwie, która pojawiła się w 2005 roku. Produkcja została wydana 24 marca 2023 roku na komputery z systemem Microsoft Windows oraz konsole PlayStation 4, PlayStation 5 i Xbox Series X/S. 20 grudnia 2023 gra została wydana na macOS. Głównym bohaterem jest agent Leon Kennedy, który poszukuje zaginionej córki prezydenta USA.

## Rozgrywka
Resident Evil 4 to survival horror widziany z perspektywy trzeciej osoby, w którym gracz wciela się w postać Leona Kennedy'ego. Bohater eksploruje lokacje, w których może znaleźć przedmioty takie jak nowa broń, amunicja, zioła lecznicze oraz walutę zwaną pesetami. U napotkanego w świecie gry handlarza może ulepszyć posiadaną broń, kupić przepisy do stworzenia przedmiotów czy zwiększyć rozmiar teczki, która służy za ekwipunek. Używając noża Leon potrafi blokować i kontratakować ciosy, a także dobijać powalonych przeciwników. W trakcie niektórych misji, bohaterowi pomaga Ashley Graham, której gracz może wydawać polecenia przebywania bliżej lub dalej od Leona. Gra posiada sekwencję, w której gracz steruje Ashley.

## Produkcja
Oryginalna wersja Resident Evil 4 została wydana w 2005 roku na konsolę GameCube. Po premierze gra zebrała pozytywne oceny w mediach i była wielokrotnie nagradzana. Została także uznana za jedną z najlepszych produkcji w swoim gatunku. Na przestrzeni lat, gra była wielokrotnie przeportowana na inne urządzenia, w tym konsole PlayStation i Xbox, system Windows, telefony czy gogle VR. W 2011 roku wydano edycję z poprawioną oprawą graficzną i płynniejszą rozgrywką. Po tym jak wydawca serii Capcom wydał odświeżone wersje Resident Evil 2 (2019) i Resident Evil 3 (2020), podczas konferencji PlayStation State of Play w czerwcu 2022 roku zapowiedział prace nad remakiem części czwartej.

## Odbiór
Gra została dobrze przyjęta przez krytyków w branży gier wideo. Chwalono wysoką jakość produkcji i usprawnione mechaniki rozgrywki. Resident Evil 4 sprzedał się w ponad trzech milionach egzemplarzy w ciągu pierwszych dwóch dni od premiery.
Wielu recenzentów zauważyło nowe mechaniki i porównało je do oryginalnej wersji gry. Tristan Ogilvie z IGN stwierdził, że w porównaniu do Metroid Prime Remastered, Resident Evil 4 przypomina współczesną produkcję, postać Leona nie blokuje się podczas strzelania, a praca kamery została usprawniona. Redaktor serwisu GameSpot Kurt Indovina porównał zachowanie przeciwników do oryginału: atakują szybciej, a każde spotkanie z nimi wymaga zarządzania amunicją i używania różnych broni. Leon Hurley z GamesRadar+ zauważył, że w porównaniu do części drugiej i trzeciej, gra nie wymagała większych zmian i unowocześnień. Za największą z nich uznał możliwość zużywania i złamania się noża. W jego ocenie pierwsza utrata noża może wywołać uczucie paniki, które zostaje później zanegowane, kiedy gracz dowiaduje się, że można go naprawić.